# Església de Santi Mario e Compagni Martiri
L'església dels Sants Marius i companys màrtirs és una església catòlica de Roma, al barri de La Romanina, a la via del Ponte delle Sette Miglia.

## Història
Va ser construït a la dècada del 1990 sobre un projecte de l'arquitecte Angelo Zamagna i dedicada pel cardenal Camillo Ruini el 12 de juny de 1993. L'església és de fet la seu parroquial, erigida l'1 de desembre de 1978 amb el decret del cardenal vicari Ugo Poletti Seguendo le orme.
El 5 de novembre de 1995 l'església va acollir el Papa Joan Pau II en una visita pastoral a la parròquia i va ser la primera vegada a la història que un papa va ser assistit en una celebració eucarística per escolans.
Des del 7 de desembre de 2024, l'església ostenta el títol cardenalici de Santi Mario e Compagni Martiri.

### Incendi i reconstrucció
El 24 de desembre de 2007, cap al migdia, es va produir un incendi al terrat de l'església, que va destruir completament l'interior de la sala litúrgica, el mobiliari sagrat (altar, absis, bancs) i algunes aules de catecisme. El foc es va apagar i es va extingir només després de moltes hores (al voltant de la 1 de la matinada de la nit de Nadal). La màquina de reconstrucció es va posar en marxa immediatament. Els bombers van instal·lar una tenda de campanya al petit camp que hi ha davant de l'església, que servirà d'església fins que acabin les obres de reconstrucció.
L'església, en gran part destruïda per l'incendi, va ser reconstruïda gràcies a la contribució de la diòcesi de Roma i dels feligresos: el diumenge 14 de desembre de 2008 el cardenal vicari Agostino Vallini va presidir la cerimònia de consagració de l'altar i de l'església. En aquesta ocasió, es va inaugurar una nova capella entre setmana, que acull el Santíssim Sagrament. .

## Descripció
A l'interior de l'església darrere del presbiteri hi ha una caixa d'orgue, actualment buida, construïda per Carlo Soracco l'any 2008 per allotjar l'orgue de tubs Mascioni opus 367, construït l' any 1925 per a la basílica de San Quirino a Correggio i adquirit l'any 2000 per la parròquia romana, però mai instal·lat.
L'altar està coronat per una còpia gran del Crucifix de Sant Damià mentre als seus costats hi ha dues icones que representen la Santíssima Trinitat i el Baptisme de Jesús al riu Jordà .
A l'esquerra hi ha una estàtua de bronze que representa Mario, Marta, Audiface i Àbaco, els sants titulars de l'església.

## El títol cardenalici
Santi Mario e Compagni Martiri (llatí: Titulus Sanctorum Marii et Sociorum Martyrum) ès un títol cardenalici istituït pel papa Francesc el 7 de desembre de 2024.

### Titulars
- Ignace Bessi Dogbo, des del 7 de desembre de 2024